# Cederrevolutionen
Cederrevolutionen (arabiska: ثورة الأرز - thawrat al-arz) var ett antal demonstrationer och protester i Libanon, främst i Beirut-området, efter att premiärminister Rafiq Hariri mördats den 14 februari 2005. Demonstranterna ville att Syrien skulle dra tillbaka sin militär från landet, att en internationell kommission skulle tillsättas för att undersöka mordet på premiärminister Hariri, att säkerhetsämbetsmän skulle avgå och fria parlamentsval hållas. Demonstranterna efterfrågade ett slut på Syriens inflytande i libanesisk politik. Vid början av demonstrationerna hade Syrien haft en styrka på ungefär 14 000 soldater och säkerhetstjänstagenter i Libanon. Efter demonstrationerna drogs de syriska trupperna tillbaka fullständigt från Libanon den 27 april 2005. Den prosyriska regeringen fick avgå, vilket innebar att revolutionens främsta mål uppnåddes.
Oppositionen har tagit en vit och röd halsduk och Hariri-rörelsens blå band som symboler. Populära slagord i rörelsen var Horriyeh, Siyadeh, Istiqlal (frihet, suveränitet, självständighet) och Haqiqa, Horriyeh, Wahdeh wataniyeh (sanning, frihet, nationell enighet). 

## Mål
Cederrevolutionens främsta mål var att den syriska militära ockupationen av Libanon som hade varat i ungefär 30 år (från 1976) skulle upphöra. Dessutom efterfrågade många libaneser att den tidigare premiärministern Michel Aoun, som varit i exil sedan 1989, skulle återvända och att den fängslade ledaren för det politiska partiet och förra milisen Lebanese Forces, Samir Geagea, skulle friges som mål för revolutionen. 
Vissa mål för revolutionen som ibland nämndes är:
- Att ena alla libaneser i deras kamp för frihet och självständighet
- Att avsätta Karamis prosyriska regering
- Att avskeda de sex libanesiska befälhavarna för nationens främsta säkerhetstjänster tillsammans med statsåklagaren
- Att genomföra ett fullständigt tillbakadragande av de syriska trupperna och deras säkerhetstjänster från Libanon
- Att avslöja dem som dödat den förre premiärministern Rafiq Hariri
- Att hålla fria och demokratiska parlamentsval utan syriskt inflytande på våren 2005

## Namnets ursprung

Libanons flagga, med Libanoncedern i mitten

Namnet "Cederrevolutionen" myntades av USA:s Under Secretary of State for Global Affairs Paula J. Dobriansky på en presskonferens, och användes för att göra en jämförelse med Rosenrevolutionen i Georgien, den orange revolutionen i Ukraina och "Purpurrevolutionen" (som den beskrevs av George W. Bush) i Irak. 
Den är även känd som Libanons Intifada-al-Istiqlal (Självständighetsuppror) samt Cedervåren (Rabi' el Arz), med syftning på årstiden när protesterna först utbröt och även med allusion på kända frihets- och självständighetsrörelser som Pragvåren. Bland de namn som användes av de lokala medierna, som LBC och Future TV, för att beskriva denna händelse finns Libanons självständighet (Istiqlal Lubnan), Libanonvåren (Rabi' Lubnan), eller bara Självständighet 05. Den kallas också ibland Arabvåren med syftning på Pragvåren.
Ordet ceder syftar på en nationalsymbol, Libanoncedern, ett träd som är avbildat på Libanons flagga. Termen "Libanons cedrar" förekommer allmänt i de hebreiska heliga skrifterna.

## Grupper som var inblandade i revolutionen

### Civila grupper och organisationer
- Qornet Shehwan-samlingen (Liqa' Qornet Shehwan)
- Citizens for a free Lebanon: Icke-statlig organisation
- The Center for Democracy in Lebanon: Icke-statlig gräsrotsrörelse
- [The Global Organization of Democratic Believers]: Frivilliggrupp med olika religiösa bakgrunder

### Huvudsakliga politiska partier som var inblandade i revolutionen
I alfabetisk ordning:
- Democratic Renewal Movement (Harakat Al-Tajadod Al-Dimokrati) Ledare: Nassib Lahoud, tidigare parlamentsledamot som aspirerar på presidentposten

- Democratic Left (Yassar Dimoukrati) Ledare: Elias Atallah, parlamentsledamot och före detta ledare för kommunistpartiet

- Free Patriotic Movement (Tayyar Al-Watani Al-Horr) Ledare: Michel Aoun, parlamentsledamot som aspirerar på presidentposten

- Future Movement (Tayyar Al Mustaqbal) Ledare: Saad Hariri, parlamentsledamot och son till Rafiq Hariri

- Lebanese Forces (Ouwet el Lebneniye) Ledare: Samir Geagea, före detta milisledare

- National Liberal Party (Hizb Al-Wataniyin Al-Ahrar) Ledare: Dory Chamoun, son till förre presidenten Camille Chamoun

- Falangistpartiet (Al-Kataeb Al-Loubnaniya) Högste ordförande: Amin Gemayel, före detta president. Ordförande: Karim Pakradouni, före detta parlamentsledamot

- Progressiva socialistpartiet (Hizb al-Taqadummi al-Ishtiraki) Ledare: Walid Jumblatt, parlamentsledamot och son till den förre ledaren Kamal Jumblatt

## Bakgrund

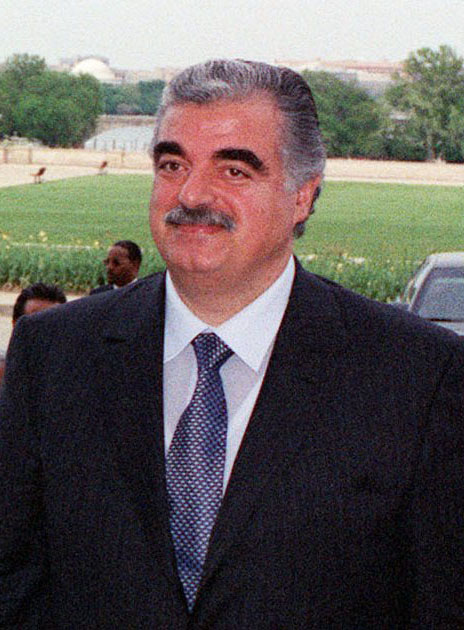
Rafiq Hariri.

Walid Jumblatt

Den 14 februari 2005 blev den tidigare libanesiske premiärministern Rafiq Hariri mördad med en bilbomb, som dödade 21 personer och sårade nästan 100. Den tidigare ekonomi- och handelsministern Bassel Fleihan dog senare också av skador som han fått i explosionen. Denna attack utlöste mycket stora demonstrationer som tycktes ena stora mängder medborgare från den vanligen splittrade libanesiska befolkningen. Det var andra sådana incidenten på fyra månader: den tidigare ministern och parlamentsledamoten Marwan Hamadeh hade överlevt en bilbomb den 1 oktober 2004.
Inom några timmar efter mordet utfärdade libanesiska åklagare häktningsorder för sex australiska medborgare som flög från Beirut till Sydney i Australien tre timmar efter explosionen och hävdade att de platser som männen satt på hade visats ha spår av sprängmedel, och att de reste utan bagage. Den Australiska federala polisen intervjuade tio individer i Sydney när flygplanet hade kommit fram, och fann att de män som de förhörde hade bagage. Fastän Sydneys flygplats säkerhetstjänsts spårhundar som var tränade för att hitta sprängmedel reagerade på flygplanssäten som männen hade suttit på, visade test som Australiens federala polis utförde på tre av männen av inga spår av sprängmedel. Inom 48 timmar avförde den australiska polisen de sex från misstanke om inblandning i mordet, vilket gav liten trovärdighet åt de libanesiska påståendena. 
Trots att hittills ingen bevisning framkommit som pekar mot någon grupp eller individ har den libanesiska och internationella upprördheten över mordet riktats främst mot Syriens regering, på grund av dess omfattande militära och säkerhetsmässiga inflytande i Libanon, samt den offentliga klyftan mellan Hariri och Damaskus precis före hans sista avgång den 20 oktober 2004. Dagen efter Hariris avgång utsågs den prosyriske tidigare premiärministern Omar Karami till hans efterträdare.
Den libanesiske drusiske ledaren Walid Jumblatt, som nyligen anslutit sig till den antisyriska oppositionen, hävdade, stärkt av folklig vrede och medborgerlig handling, strax efter mordet att Syriens president Bashar al-Assad hade hotat Hariri i augusti 2004 med orden "[Libanons president] Lahoud är jag. ... Om du och Chirac vill få ut mig ur Libanon, kommer jag att bryta sönder Libanon." Jumblatt rapporterades säga "När jag hörde honom säga de orden till oss visste jag att det var hans dödsdom." USA, EU och FN har inte gjort några anklagelser utan istället valt att kräva att Syrien drar sig ur Libanon och att en öppen och internationell utredning av mordet genomförs. Jumblatts yttrande är inte okontroversiellt. BBC beskriver att han "ses av många som landets politiska vindflöjel" - som genomgående byter allianser för att ta sig ut på den vinnande sidan i frågorna för dagen under inbördeskriget 1975–1990 och dess efterspel. Han var anhängare till Syrien efter kriget men bytte sida efter den tidigare syriske presidenten Hafez al-Assads död 2000. Hans berättelse citeras, men bekräftas inte, i FN:s FitzGeraldrapport. Rapporten går inte så långt som att direkt anklaga Syrien eller någon annan part, utan säger att endast en ytterligare grundlig internationell undersökning kan identifiera den skyldige. Den libanesiska regeringen har gått med på denna undersökning, men förespråkar fullt deltagande för dess egna myndigheter och respekt för Libanons suveränitet.
Den 2 februari 2005 höll tiotusentals libaneser en demonstration på mordplatsen. De krävde ett slut på den syriska ockupationen och anklagade Syrien och den prosyriske presidenten Émile Lahoud för mordet. Under de följande veckorna hölls en demonstration nästan varje måndag på Martyrtorget (av demonstranterna även kallat "Frihetstorget") i Beirut förutom den ständiga dagliga samlingen av libaneser där.
Liknande demonstrationer av libanesiska invandrare hölls även i flera städer runtom i världen, däribland Sydney i Australien (där över 10 000 personer demonstrerade), San Francisco, Paris, Düsseldorf, Montreal och London.

## Regeringen avgår
De dagliga protesterna mot den syriska ockupationen samlade 25 000 människor. Medan de flesta antisyriska demonstrationerna på 1990-talet till övervägande del var kristna och slogs ned med våld, var de nya demonstrationerna distinkt icke-sekteristiska och regeringen svarade inte med våld eller hot.
Den 28 februari avgick den prosyriske premiärministern Omar Karamis regering och förespråkade att nyval skulle hållas. De tiotusentals som samlats på Martyrtorget jublade och skanderade "Karami har fallit, din tur kommer, Lahoud, och din, Bashar". 
Oppositionspolitikerna var inte nöjda med bara Karamis avgång, utan fortsatte att trycka på för fullständigt syriskt tillbakadragande. 

## Internationell reaktion
Mordet på Hariri satte igång ökat ett internationellt tryck på Syrien. I ett gemensamt uttalande fördömde USA:s president George W. Bush och Frankrikes president Jacques Chirac mordet och efterfrågade ett fullständigt genomförande av FN:s säkerhetsråds resolution 1559, som kräver tillbakadragande av syriska trupper från Libanon och avväpning av Hizbollah, som är verksamma i södra Libanon.
Vid en tidpunkt tycktes det råda förvirring om i vilken utsträckning Syrien var villigt att dra sig ur Libanon. Arabförbundets ledare Amr Musa förklarade att Syriens president Assad lovade honom ett stegvis tillbakadragande över en tvåårsperiod, men den syriske informationsministern Mahdi Dakhlallah sade att Moussa hade missförstått Assad. Dakhlallah sade att Syrien endast skulle flytta sina trupper till östra Libanon. Sedan dess har Syrien förklarat att Resolution 1559 kommer att åtlydas fullständigt, och inom månader snarare än år. 
Den 15 mars hävdade kolumnisten Robert Fisk, efter att ha hört påstått läckt information om att FN:s speciella utredning kan ha upptäckt att de libanesiska myndigheterna gömde bevis om mordet, att Hariris två söner hade flytt från Libanon, som det hävdades efter att de blivit varnade att de också löpte risk att bli mördade.
FN:s generalsekreterare Kofi Annan skickade som svar på en förfrågan från säkerhetsrådet en grupp irländska, egyptiska och marockanska specialister, ledda av Irlands vice polischef Peter FitzGerald, för att undersöka mordet. Redan innan FitzGeraldrapporten hade publicerats sade Annan att en ytterligare, grundligare undersökning kunde bli nödvändig. FitzGerald tackade den libanesiska regeringen för dess samarbete innan han lämnade landet. Rapporten nämner den syriska närvaron i Libanon som en faktor som bidrar till den instabilitet och polarisering som föregick mordet. Rapporten kritiserar också den libanesiska regeringen och säkerhetstjänsterna för hanteringen av deras egen utredning om affären. Den libanesiska regeringen i sin tur har beskrivit rapporten som "verklighetsfrämmande" och kritiserade FN-teamet för att inte ha sökt större deltagande från regeringen i undersökningen. Regeringen har gått med på en ytterligare, mer grundlig internationell utredning, men insisterade på att en ytterligare utredning måste arbeta tillsammans med regeringen. Vid en presskonferens den 25 mars sade Libanons utrikesminister Mahmoud Hammoud att utredningen skulle förväntas arbeta inom ett etablerat ramverk "i samarbete med staten".

## Syriens reaktion

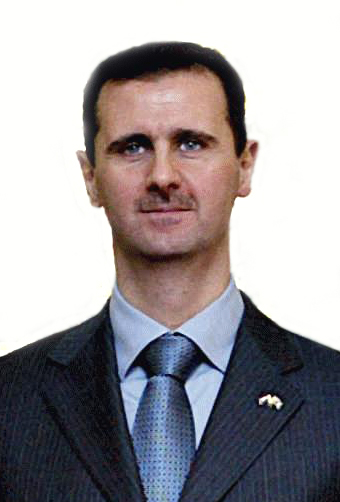
Bashar al-Assad

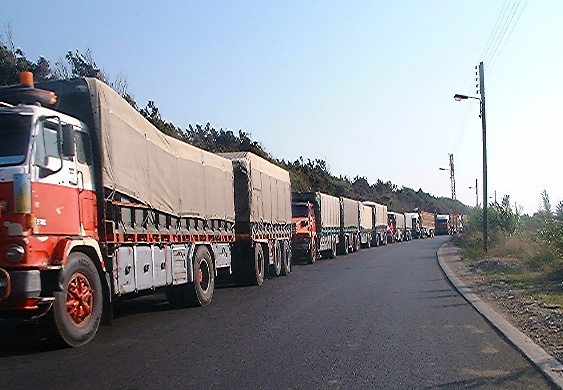
Lastbilar köar efter att Syrien har stängt sin norra gräns mot Libanon efter tillbakadragandet.

Den 2 mars 2005 tillkännagav Syriens ledare Bashar Assad att hans trupper skulle lämna Libanon fullständigt "under de kommande månaderna". Oppositionsledaren Walid Jumblatt svarade på detta besked att han ville höra mer specifika uppgifter från Syrien om eventuellt tillbakadragande. Stängning och evakuering av de flesta syriska militär- och säkerhetstjänstkontor i och omkring huvudstaden och på andra ställe, tillsammans med betydande trupprörelser, kan tyda på konkreta steg mot fullständigt tillbakadragande. Inget verkligt fullständigt tillbakadragande har hittills bekräftats av FN, men USA:s utrikesminister Condoleezza Rice uttryckte försiktig optimism om tecken på vissa syriska tillbakadraganden.
Den 3 mars anslöt sig Tyskland och Ryssland (allierat med Syrien under kalla kriget) till de länder som krävde att Syrien skulle följa Resolution 1559.
Den 5 mars förklarade Bashar Assad i ett TV-tal att Syrien skulle dra tillbaka sina styrkor till Bekaadalen i östra Libanon, och sedan till gränsen mellan Syrien och Libanon. Han gav ingen tidtabell för ett fullständigt tillbakadragande från Libanon. 
På helgen 9-10 april lämnade de sista syriska trupperna Libanon.

## Reaktion från Arabvärlden
Arabstaterna har också anslutit sig till kraven på syriskt tillbakadragande. När Al-Assad anlände till Saudiarabien för konsultationer med kronprins Abdullah bin Abdel-Aziz fick han veta att Syrien måste efterleva Säkerhetsrådets krav omedelbart.
Det årliga arabiska toppmötet, som skedde den 23 mars i Algeriet, bad inte Syrien att dra sig tillbaka, vilket skulle ha gett tillbakadragandet ett arabiskt stöd som förutsågs i 1989 års Taifavtalet snarare än att låta det vara avhängigt av Resolution 1559. Krisen i Libanon ingick inte i toppmötets dagordning.

## Prosyriska demonstrationer
Hizbollahs ledare Hassan Nasrallah efterfrågade en "massiv folklig samling" den 8 mars till stöd för Syrien och anklagade Israel och USA för att blanda sig i inre angelägenheter. Nasralla kritiserade också FN:s resolution 1559.
Denna demonstration i Beirut på initiativ av Hizbollah var betydligt större än de tidigare antisyriska manifestationerna. CNN angav att vissa nyhetsbyråer uppskattade folkmängden till 200 000, Associated Press uppskattade att det fanns mer än 500 000 prosyriska demonstranter, medan New York Times och Los Angeles Times bara gjorde uppskattningen "hundratusentals". al-Jazira rapporterade att 1,5 miljoner människor deltog. De företrädesvis shiitiska demonstranterna höll bilder av Syriens president Assad och plakat med budskap mot USA. Några antisyriska medier anmärkte att det var troligt att många av Libanons ungefär 500 000 syriska gästarbetare deltog i demonstrationen. Förutom att den visade det stora stödet för Syrien i Libanon upprepade demonstrationen Hizbollahs avfärdande av Resolution 1559, som kräver att alla libanesiska miliser ska upplösas. Detta är ett hot mot Hizbollahs militära gren, som i stor utsträckning tillskrivs befrielsen av södra Libanon. Nasrallah höll också demonstrationer i Tripoli och Nabatiyé den 11 och den 13 mars.
Tio dagar efter sin avgång utsågs Omar Karami på nytt till premiärminister och efterfrågade att oppositionen skulle delta i regeringen fram till de val som planerades äga rum i april 2005.
Den 13 mars protesterade tiotusentals i staden Nabatiyé i södra Libanon till stöd för Syrien och i motstånd mot Resolution 1559, enligt rapporter. Protesterna i Tripoli blev inställda.

## Återupptagna motdemonstrationer
Den 14 mars, en månad efter mordet på Rafiq Hariri, demonstrerade hundratusentals libaneser i centrala Beirut och skanderade "Frihet, suveränitet, självständighet" och bar en mycket stor libanesisk flagga. Denna demonstration bedömdes vara den största någonsin i Libanon, och uppskattningarna av antalet deltagare varierade från 1,2 miljoner till 1,5 miljoner människor. Enligt de internationella mediernas uppskattning var den mycket större än den tidigare pro-syriska demonstrationen. Demonstrationen var på initiativ av de olika grupperingarna i den antisyriska oppositionen och utannonserades i de olika privata medierna, nämligen Future TV, ett privat företag som ingår i det stora medieimperium som kontrolleras av Hariris familj och Lebanese Broadcasting Corporation LBCI, som i allmänhet stöder det kristna partiet Lebanese Forces. 
Demonstrationen ägde rum på Martyrtorget, platsen för Hariris grav och ett centrum för den nyligen rekonstruerade staden, som återuppbyggts till stor del genom Hariris ansträngningar. De libanesiska demonstranterna krävde en internationell utredning om mordet på Hariri, avskedande av syriskstödda säkerhetschefer i Libanons regering, och fullständigt syriskt uttåg från Libanon.

## Våldsamma efterverkningar

### Bombningar och mord
Med början i mars 2005 och under hela året skakades Libanon av en serie bombningar och mord. Flera antisyriska personligheter, däribland Samir Kassir, George Hawi och Gebran Tueni, dödades. Dessutom blev kristna områden mål för bomber. Dessa bombningar har inte blivit klarlagda. 
Attackerna fortsatte efter 2005. Året därpå sköts den antisyriske parlamentsledamoten Pierre Amine Gemayel till döds, och 2007 dog Walid Eido av en bilbomb i Beirut. Politikern Antoine Ghanem som dödades av en bilbomb den 19 september 2007 blev den sjätte antisyriske ministern som mördats sedan Hariris död.

### Mord på syrier
Enligt Amnesty International har dussintals syriska arbetare dödats och många andra slagits, skjutits, hotats eller rånats i Libanon sedan mordet på Hariri. Libaneser har även tänt eld på tält och andra tillfälliga bostäder för syriska arbetare. 

## Tillbakadragande av syriska trupper
Den 26 april 2005 rapporterade internationella nyhetsbyråer samt FN att de sista syriska trupperna och säkerhetsagenterna hade lämnat Libanon. Den syriska regeringen meddelade officiellt FN att den hade dragit tillbaka sina trupper i enlighet med Säkerhetsrådets resolution 1559. Dagen därpå rapporterade Washington Post att Syrien inte hade dragit tillbaka en betydande del av sin säkerhetstjänst i Libanon, enligt tjänstemän från USA, Europa och FN. Detta påstående upprepades av USA:s utrikesminister Condoleezza Rice den 25 maj.

## Demokrativåg?
Både deltagare i och iakttagare av Cederrevolutionens demonstrationer har frågat om rörelsen var influerad av nyligen inträffade lokala och regionala händelser till stöd för demokrati. Val i Afghanistan, Irak och Palestinska myndigheten, ett uttalande från Egyptens president Hosni Mubarak om att han skulle tillåta flerpartival, och begränsade kommunalval i Saudiarabien, samt orangea revolutionen i Ukraina, kan ha givit exempel på rörelse i riktning mot demokratiskt styre. Den libanesiske drusiske ledaren Walid Jumblatt anmärkte till en reporter på Washington Post "Det är underligt för mig att säga det, men denna förändringsprocess har börjat på grund av den amerikanska invasionen av Irak. Jag var cynisk rörande Irak. Men när jag såg det irakiska folket rösta för tre veckor sedan, 8 miljoner människor, var det början på en ny Arabvärld". I denna mening kan Cederrevolutionen ses som en utdelning av Bushadministrationens krig mot terror. 
Andra synsätt vidhåller att libanesers ilska mot vad som uppfattas som syrisk hegemoni har funnits i årtionden, och mordet på en populär ledare var gnistan som födde fram rörelsen, oberoende av utländska och regionala utvecklingar. Den libanesiske oppositionsledaren och tidningskolumnisten Samir Kassir skrev exempelvis att "demokrati sprids i området inte på grund av George Bush utan trots honom." Han hävdade att det palestinska upproret hade varit betydligt viktigare som inspiration för libanesiska aktivister.
Andra varnar för att mycket lite faktiskt har förändrats, förutom det mestadels "kosmetiska" försvinnandet av syriska soldater som tidigare hade varit närvarande i utkanterna av libanesiska städer, och att Syriens kontroll över Libanons utrikespolitik och handel kan fortsätta. Vissa kritiker hävdar att det var alldeles för tidigt att utropa en "revolution".
När Omar Karami misslyckades med att bilda en regering avgick han för gott den 13 april 2005 och från 29 maj till 19 juni genomfördes val. Saad al-Hariri bildade ett antisyriskt block som slutligen vann 72 av 128 möjliga platser i parlamentet.